# Dominique Cabrera
Pour les articles homonymes, voir Cabrera.
Dominique Cabrera, née le 21 décembre 1957 à Relizane (Algérie), est une réalisatrice et actrice française. Elle a également enseigné le cinéma à La Fémis, à Harvard et à l'université Panthéon-Sorbonne.
Son film L'Autre Côté de la mer a été montré dans la section Cinémas en France au Festival de Cannes ainsi que Nadia et les Hippopotames dans la section Un certain regard, Demain et encore demain, journal 1995 et Grandir dans la sélection de l'ACID. Ses films ont également été sélectionnés à la Berlinale et au New Directors New Films au Museum of Modern Art et dans les festivals internationaux de Toronto, Vienne, Locarno, Rotterdam, et New York entre autres.

## Biographie
Dominique Cabrera naît en Algérie, dans une famille pied-noir rapatriée en France en 1962. Après une licence de lettres, elle entre à l'IDHEC en 1978. En 1981, elle réalise son premier court-métrage J'ai droit à la parole (Fédération des PACT-ARIM SOliHA), exemple de démocratie participative avec les locataires d’une cité de transit à Colombes à l’échelle de la construction d’un terrain de jeux pour enfants.
Les documentaires qu'elle réalise ensuite la font connaître pour le regard original qu'elle porte sur la vie sociale en banlieue, Chronique d'une banlieue ordinaire (Iskra, INA, Canal+) et Une poste à La Courneuve (Iskra, Arte).
Dans Chronique d’une banlieue ordinaire, elle filme le retour d’habitants d’une tour murée du Val Fourré dans leurs appartements. Portée par la caméra de Jacques Pamart, c’est l’occasion d’une évocation de la mémoire ordinaire de la banlieue et d’une analyse de la transformation des quartiers des années 1960 aux années 1990.
Dans Une poste à la Courneuve, elle montre les rapports entre les salariés et les usagers d’un bureau de poste. À travers le rapport à l’argent, le film montre les solidarités et tensions entre les « exclus » et ceux qui ont un emploi. Le film contient notamment une séquence d’anthologie sur le jour des allocs.[réf. nécessaire]
Dans Rester là-bas (Méli-Mélo, INA, Arte), elle aborde les liens entre la France et l'Algérie, à travers son retour à Alger à la rencontre de ceux qui sont restés « là-bas », en particulier Pierre Chaulet, Yves Grangaud, Fanny Colonna (figure centrale du film) et de leurs enfants.
Après avoir lu l’un de ses scenari lors d'un concours du meilleur scénario en 1990, le producteur Didier Haudepin reconnaît le talent émergent de Cabrera et six ans plus tard produit son premier long-métrage de fiction, L’autre côté de la mer.
Elle est membre du collectif 50/50 qui a pour but de promouvoir l’égalité des femmes et des hommes et la diversité dans le cinéma et l’audiovisuel,.

### Œuvre
L'engagement, et en particulier l’engagement politique, traverse la filmographie de Cabrera, qui comprend des documentaires, des fictions et des films essais hybrides. Selon certains critiques, Cabrera évite les jugements moraux ou idéologiques, elle aborde ses films avec lyrisme, amour et émerveillement devant la vie qui va, préférant laisser le jugement aux spectateurs. Ses fictions portent sur le temps qui passe, la politique, l’utopie, la famille, la maternité, l’assimilation culturelle et l’identité. Les origines pied-noir de Cabrera orientent son attention vers l’histoire entrelacée de la France et du Maghreb.
Elle réalise en 1995 son premier long-métrage documentaire, Demain et encore demain, un essai autobiographique, journal intime d'une cinéaste en proie à l'angoisse et au bonheur de vivre. Dans ce film, elle expérimente des formes, cherche son style et trouve sa voix. Chacune de ses identités (femme, mère, fille, sœur, amante) contribue à une définition croissante du rôle de la cinéaste. Demain et encore demain est un des premiers journaux intimes tournés en vidéo à être distribué en salles en France par Maurice Tinchant. Il représente un tournant dans la carrière de la cinéaste et entame son passage vers des fictions qu’elle tissera d’inspiration documentaire et peuplera souvent d’interprètes issus du réel[pas clair]. Ses longs-métrages jusqu’en 2013 et Grandir seront des fictions.
Son premier long-métrage de fiction, L’Autre Côté de la mer (1996), porte sur le déracinement des pieds-noirs exilés en 1962 et sur les Algériens contraints à l'exil par la montée du Front islamique du salut (FIS) dans les années 1990. Un pied-noir agriculteur qui vit toujours en Algérie (Claude Brasseur) va à Paris pour se faire opérer de la cataracte. Son jeune chirurgien (Roschdy Zem) se trouve être un Français d’origine algérienne. Le rapport entre ces deux personnages et leurs familles fait émerger les conséquences dans la vie des gens de la guerre d’indépendance et de la décennie noire de l’Algérie contemporaine. Le film sera présenté à Cannes dans la section Cinémas en France, sélectionné aux Césars et gagnera un prix d’interprétation pour Brasseur à Riga.
Les grèves de l'hiver 1995 en France à la SNCF inspirent Nadia et les hippopotames. Présenté au Festival de Cannes dans la section Un certain regard, le film intègre des éléments documentaires dans une trame de fiction : des cheminots y jouent aux côtés d’Ariane Ascaride, Marilyne Canto, Thierry Frémont et Olivier Gourmet. Arte a diffusé une version courte du film sous le titre Retiens la nuit. Hélène Louvart, directrice de la photo, a gagné le prix pour l’image au festival Tous écrans de Genève.
Dominique Cabrera tourne en 2001 Le Lait de la tendresse humaine. Portée par Marilyne Canto cette histoire de baby blues reçoit un accueil critique chaleureux, qui souligne son usage de la couleur et la beauté des cadres, l’empathie avec les personnages et le portrait très vrai d’une dépression post-partum. Les acteurs, Patrick Bruel, Maryline Canto, Valeria Bruni-Tedeschi, Olivier Gourmet et Yolande Moreau reçoivent un prix d’interprétation collective à Locarno en 2002.
Folle embellie (2004) est un film d’époque qui se passe pendant l’exode de juin 1940. Sur ce fond tragique, Cabrera fait vivre une utopie, celle de la psychiatrie alternative dans ce conte de fées et de monstres. Une bande d’internés devant l’avancée de l’armée allemande et la désertion des responsables, s’échappe d’une asile pour errer dans la nature et trouver qui la mort, qui ?? une vie nouvelle. Dans ce film Cabrera dirige Jean-Pierre Léaud, Miou-Miou, Yolande Moreau, Marilyne Canto et Olivier Gourmet.  Elle s’est inspirée d’une histoire vraie qu’elle a recueillie lorsqu’elle travaillait à l’hôpital psychiatrique de Fleury-les-aubrais comme fille de salle dans les années soixante-dix. Folle embellie, le cinquième long-métrage de Cabrera, a été présenté à la Berlinale dans la section Forum où il a gagné le prix du jury œcuménique.
En 2009, elle tourne (dans la série de France 2 Suite noire) Quand la ville mord, adaptation du roman éponyme de Marc Villard avec Aïssa Maïga. Ce film est applaudi pour son portrait réaliste d’une jeune Malienne, passionnée par l’œuvre de Basquiat, asservie par un réseau de prostitution qui se libère de ses proxénètes. Aïssa Maïga obtient le prix d’interprétation au festival Cinema e donne à Florence.
En 2012, elle réalise une coproduction entre France 2 et la Comédie-Française, Ça ne peut pas continuer comme ça, fiction politique inspirée de la crise de la dette et jouée par les comédiens de la comédie française comme Denis Podalydès, Serge Bagdassarian et Sylvia Bergé. Sylvia Bergé reçoit le prix d’interprétation au festival Cinema e donne à Florence.

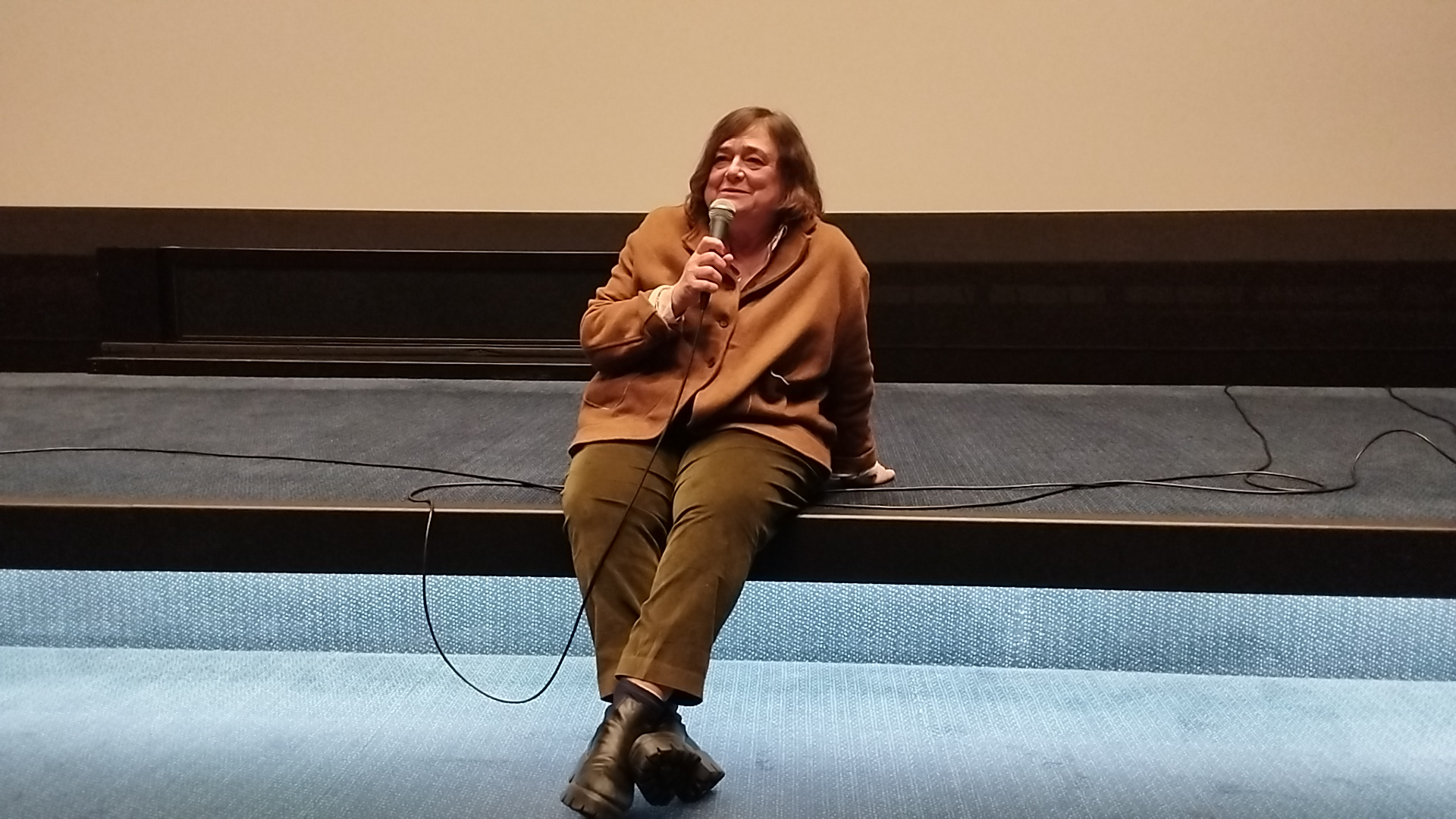
Dominique Cabrera présentant Le Bonheur à la Cinémathèque française, en novembre 2023.

En 2013 Grandir, son deuxième long-métrage autobiographique est sélectionné à Cannes dans la sélection de l’ACID et sort en salles. Le film reçoit le prix Potemkine au Cinéma du réel.
En 2015, Cabrera tourne l’adaptation du roman de Maylis de Kerangal Corniche Kennedy (Canal+ Everybody on deck, Jour2fête), présenté en 2016 en ouverture du FIDMarseille et sorti en salles au début 2017. Ce film met en scène la grâce et le risque à travers les tribulations d’une bande de jeunes Marseillais des quartiers populaires que rencontre une jeune fille des beaux quartiers (Lola Créton) et qu’observent des flics de la brigade des stups (Aissa Maïga, Moussa Maaskri, Philippe Géoni). Elle y enrôle des amateurs et écrit les dialogues avec eux. Les jeunes Alain De Maria et Kamel Kadri, entraînés par le plongeur de haut-vol champion du monde Lionel Franc sont la révélation de ce film qui obtient le prix du public au festival Renc'art de Montreuil et le prix Claude Chabrol coup de cœur cinéma au festival du Croisic.
Certains comédiens, tels Marilyne Canto, Yolande Moreau, Olivier Gourmet, Ariane Ascaride et Aïssa Maïga apparaissent plusieurs fois dans les films de Cabrera. Elle est fidèle à son équipe, notamment sa chef opératrice Hélène Louvart, l’ingénieur du son Xavier Griette, l’assistante Ariel Sctrick et la compositrice Béatrice Thiriet.
La Cinémathèque du documentaire lui consacre une « intégrale documentaire » à la BPI du 5 au 14 mai 2021.

### Vie privée

#### Couple
Elle a été, de 1977 à 1989, la compagne de Jean-Pierre Sicard, avec qui elle a un fils, Victor, né en 1984.
Elle a été la compagne de Didier Motchane (1931-2017), qu'elle a épousé en 2006.

#### Prise de position
Lors de l'élection présidentielle française de 2022, elle signe une tribune en soutien de la candidature de Jean-Luc Mélenchon, comme 2000 autres personnalités.

## Filmographie

### Comme réalisatrice
- 1981 : J'ai droit à la parole (court métrage documentaire)
- 1984 : A trois pas, trésor caché (court métrage documentaire)
- 1985 : L'Art d'aimer (court métrage)
- 1987 : La Politique du pire (court métrage)
- 1988 : Ici là-bas (court métrage documentaire)[22]
- 1990 : Un balcon au val fourré (moyen métrage)
- 1992 : Chronique d'une banlieue ordinaire (musique de Jean-Jacques Birgé)[23] (moyen métrage documentaire)
- 1992 : Rester là-bas (moyen métrage documentaire)
- 1993 : Traverser le jardin[24] (court métrage)
- 1994 : Une poste à la Courneuve[25] (moyen métrage documentaire)
- 1997 : L'Autre côté de la mer[26]
- 1998 : Demain et encore demain, journal 1995 (documentaire)[27]
- 1999 : Nadia et les hippopotames[28]
- 2000 : Retiens la nuit (téléfilm)
- 2001 : Le Lait de la tendresse humaine[29]
- 2004 : Folle Embellie[30]
- 2009 : Quand la ville mord (collection Suite noire)[31]
- 2010 : Ranger les photos (court-métrage documentaire)[32]
- 2012 : Ça ne peut pas continuer comme ça[33] (téléfilm)
- 2013 : Grandir (documentaire)[34]
- 2013 : Goat Milk (court-métrage documentaire) [35]
- 2016 : Corniche Kennedy
- 2019 : 30 (+) films pour la 30ème, segment Parvis des libertés et des droits de l'homme
- 2019 : Notes sur l'appel de Commercy (documentaire)
- 2019 : Je marche avec #noustoutes (court-métrage documentaire)
- 2022 : Je ne lâcherai pas ta main (court-métrage documentaire)
- 2023 : Bonjour Monsieur Comolli (documentaire)
- 2023 : Un Mensch (court-métrage documentaire)
- 2024 : Le Cinquième plan de "La jetée"[36]
- 2024 : Des femmes comme les autres (en préparation)

### Comme actrice
- 2002 : Un petit cas de conscience de Marie-Claude Treilhou : Hélène
- 2005 : Douches froides d'Antony Cordier : l'infirmière
- 2011 : Belleville Tokyo d'Élise Girard : la mère de Marie
- 2012 : Cinématon #2638 de Gérard Courant : elle-même

## Publications
- 1986 : La Treuille[37] avec Jacques Gayard (Éditions de la Différence)
- 1992 : Rester là-bas (Éditions du Félin)
- 2016 : Chronique d’une banlieue ordinaire et Une poste à la Courneuve (Documentaire sur grand écran)

## Distinctions
En 2008, elle est membre du jury du prix du meilleur premier film de la Berlinale et, en 2014, du jury du 36e Festival international du film du Caire, présidé par l'Égyptienne Youssra.